# Pålsundsgatan

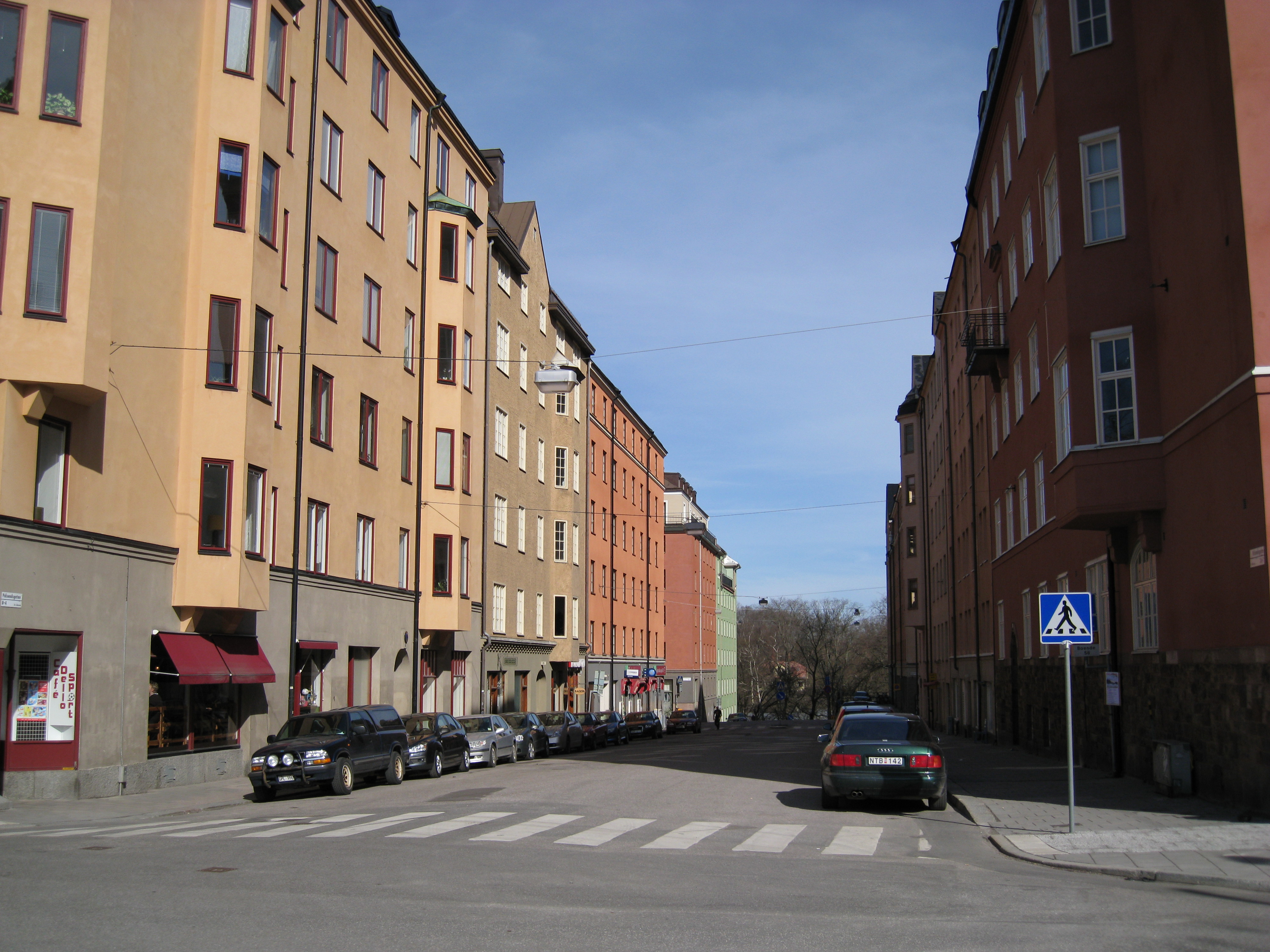
Pålsundsgatan mot norr från Högalidsgatan

Pålsundsgatan är en 150 meter lång gata på Södermalm i Stockholm. Gatan sträcker sig från Lorensbergsgatan och Pålsundsparken i norr till Högalidsgatan och Högalidsparken i söder. Vid Pålsundsparken går trappor ner till Söder Mälarstrand, där ligger också malmgården Heleneborg tätt invid Lorensbergsgatan.
Pålsundsgatan fick sitt namn i samband med namnrevisionen 1885 inför nyregleringen av stadsplanen på västra Södermalm. Namnet syftar på sundet mellan Södermalm och Långholmen, Pålsundet. När Gustav II Adolf införde "lilla tullen" år 1622 satte man pålar i sundet mellan Södermalm och Långholmen, så att sjötrafiken skulle tvingas att passera förbi tullhuset på Långholmen norrsida.
Redan före namngivningen 1885 var Pålsundsbacken det vedertagna namnet för backen som ledde från nuvarande Heleneborgsgatan ner till Söder Mälarstrand och Pålsundsbron. Detta namn återupplivades 1956 som officiellt namn på uppfarten till Västerbron.